# Eliška Junková
Eliška Junková, nata Alžběta Pospíšilová è nota anche come Elisabeth Junek (Olomouc, 16 novembre 1900 – Praga, 5 gennaio 1994), è stata una pilota automobilistica cecoslovacca.

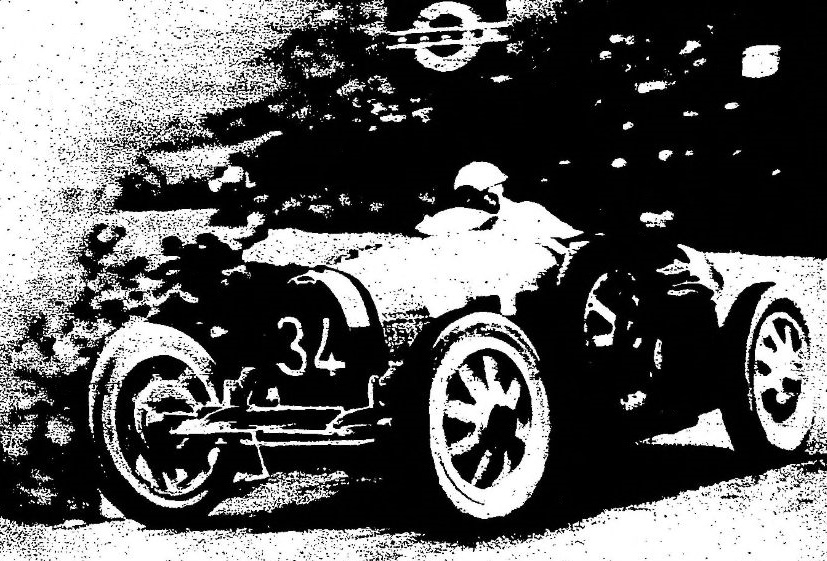
Elizabeth alla Targa Florio 1927 su Bugatti numero 34

Una delle prime donne nell'allora Cecoslovacchia a ottenere una patente di guida, tra i maggiori risultati nella sua carriera vi è la partecipazione alla Targa Florio nelle edizioni 1927 e 1928, portando la sua Bugatti T35B quinta al traguardo.
È stata definita "la donna più veloce dell'automobilismo" ed è ritenuta una delle più grandi donne nella storia delle corse automobilistiche dei Grand Prix, di cui fu la prima a vincere un evento.

## Biografia
Junková nacque il 16 novembre 1900 a Olomouc, nella Moravia asburgica, elencata nel registro dell'anagrafe come Betke ("Betty") Pospisilová. Sesta di otto figli, nata da un fabbro, è stata soprannominata smíšek in tenera età per il suo sorriso. Dopo la fine della prima guerra mondiale, quando la sua nativa Moravia entrò a far parte della nuova repubblica di Cecoslovacchia, trovò lavoro nella filiale di Olomouc della Pražská úvěrová banka (Banca di Credito di Praga) grazie alla sua conoscenza delle lingue. All'età di sedici anni incontrò il giovane banchiere Vincenc "Čeněk" Junek. Aveva diversi anni più di lei, e ben presto i due iniziarono un corteggiamento. Dopo il matrimonio cambiò il suo nome di battesimo in Eliška ("Beth") e il suo cognome Junková (il femminile di Junek in ceco). 

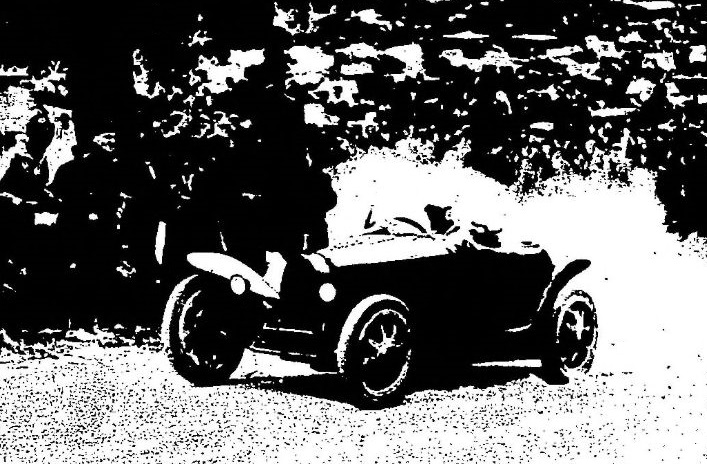
Eliška durante il Gran Premio del Nürburgring 1927

Il lavoro la portò prima a Brno, poi a Praga, poi all'estero in Francia e Gibilterra, sebbene la burocrazia le impedisse di viaggiare fino al Nord Africa, Londra o Ceylon, come sarebbe stato suo desiderio. Tornò a Parigi per ricongiungersi al suo compagno, che a quel tempo era diventato abbastanza ricco da assecondare le sue passioni automobilistiche. In seguito ad Eliška disse: "Se sarai l'amore della mia vita, è meglio che impari ad amare questi dannati motori". Ma anche lei si innamorò presto del fascino delle auto sportive dell'epoca, in particolare della Bugatti. Tornarono a Praga nel 1922, dove prese lezioni di guida clandestina per ottenere la patente. Nel frattempo, Čeněk aveva iniziato a correre sul serio, e vinse la cronoscalata Zbraslav-Jíloviště nel 1922, l'anno in cui finalmente si sposarono.

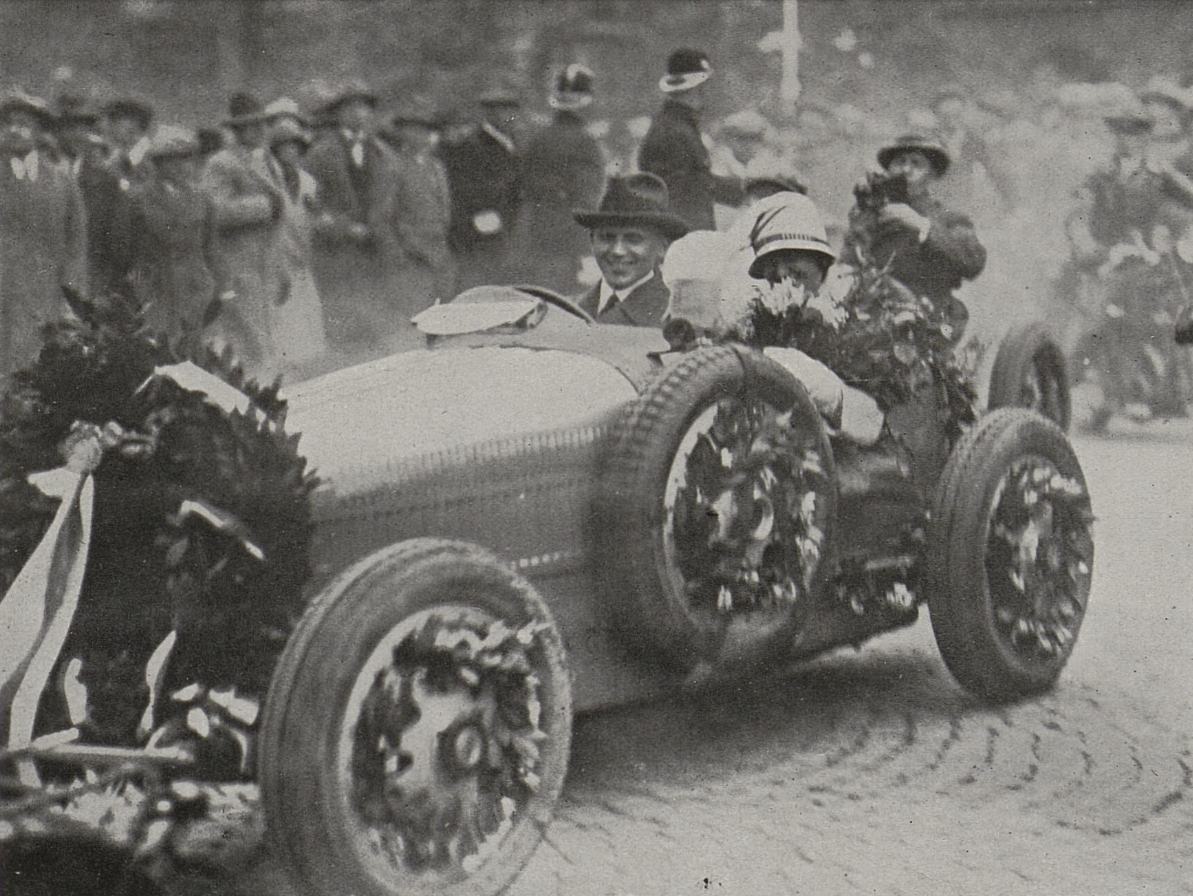
Junková alla Targa Florio 1928

La coppia acquistò una Mercedes lo stesso anno, e poi una Bugatti Tipo 30 già usata nel Gran Premio di Francia. Eliška servì inizialmente come meccanico di guida del marito, ma una ferita alla mano da lui subita nella guerra compromise le sue abilità di cambiare marcia, e quindi Eliška ne approfittò per prendere il volante al suo posto. La sua prima gara professionale avvenne nel 1923, con Čeněk al suo fianco. L'anno seguente, gareggiò da sola, vincendo la sua classe all'evento Lochotín-Třemošná che la rese una celebrità nazionale. Arrivò poi prima all'evento Zbraslav-Jíloviště nel 1925, e i Juneks acquistarono una seconda Bugatti per celebrare, costruendo quindi un rapporto d'amicizia con Ettore Bugatti.
Nel 1926 Eliška era ormai diventata abbastanza sicura di sé da poter competere in gare in tutta Europa: ottenne la sua fama in tutto il continente, guadagnandosi l'appellativo di "Regina del Volante", e in una conferenza stampa, Eliška fu anglicizzato in Elizabeth. Nel 1927 e nel 1928 partecipò alla Targa Florio ottenendo ottimi piazzamenti e l'attenzione del pubblico e della stampa. Si ritirò nel 1928 a causa della morte del marito in un incidente automobilistico durante il Gran Premio di Germania.
Negli anni successivi si dedicò ai viaggi, altra sua grande passione, e nell'immediato dopoguerra sposò lo scrittore Ladislav Khás. Anche a seguito dell'ostilità delle autorità comuniste del suo paese fu dimenticata per molti anni. Scrisse nel 1973 la sua autobiografia Má Vzpomínka je Bugatti ("La mia memoria è Bugatti") in seguito alla quale ricevette nuova notorietà, partecipando anche come ospite d'onore ad alcune manifestazioni organizzate dalla Bugatti. Morì a Praga all'età di 93 anni.

## Riconoscimenti e onorificenze
- Medaglia al Merito[10][11]